# Charles van den Broek d'Obrenan
Pour les articles homonymes, voir Vandenbroek.
Charles van den Broek d'Obrenan, né le 18 juillet 1909 et décédé le 15 mars 1956 à Tahiti, est un explorateur, écrivain, amateur d’ethnographie et figure de la vie culturelle polynésienne du XXe siècle.
Membre d'une expédition pionnière dans le Pacifique entre 1934 et 1936, il est notamment connu pour sa participation à l’expédition de La Korrigane, l’un des derniers grands voyages maritimes français d’exploration ethnographique.

## Biographie

### Origines familiales
Charles van den Broek d'Obrenan appartient à une ancienne famille patricienne et non noble des Pays-Bas. Cette famille est originaire de Geulle (Zuid-Limburg).
Il est le fils unique de Frantz et d'Anna van den Broek d'Obrenan, tous deux déportés en 1944 pour "complicité dans l’hébergement de Yvette Baumann". Frantz meurt le 28 juillet 1944 au camp de Compiègne, tandis qu'Anna est déporté le 15 août 1944 à Ravensbrück et décède le 2 janvier 1945,.
Issu de la haute société française, Charles van den Broek d’Obrenan épouse en 1931 Régine de Ganay, artiste et voyageuse, avec qui il partage une passion durable pour l’Océanie. Il auront deux fils : François (1932-2016) et Alain (1936-2020).

### La Korrigane
En 1934, il embarque avec sa femme, Étienne et Monique de Ganay, ainsi que Jean Ratisbonne, pour une expédition dans le Pacifique à bord de La Korrigane, un ancien morutier reconverti en yacht. Le navire, racheté par Étienne de Ganay et réaménagé pour l’occasion, prend le nom de Korrigane, donné par ses jeunes propriétaires surnommés eux-mêmes les "Korrigans".
L’expédition, placée sous les auspices du Musée d’ethnographie du Trocadéro, vise à recueillir des objets ethnographiques dans les archipels du Pacifique (Marquises, Fidji, Salomon, Loyalty, Nouvelle-Guinée, etc.). Charles van den Broek joue un rôle central dans les collectes, troquant et achetant des objets auprès des populations locales, parfois dans des contextes délicats et aujourd’hui controversés. À leur retour en 1936, les membres de l’expédition rapportent à Paris plus de 2 800 objets, ainsi qu’une importante documentation visuelle et graphique. Une partie de cette collection est offerte au musée de l'Homme, et plusieurs pièces sont aujourd’hui conservées au musée du quai Branly – Jacques Chirac.
En 1939, Charles van den Broek d’Obrenan publie Le Voyage de La Korrigane, un récit détaillé de l’expédition mêlant observations ethnographiques et anecdotes de voyage, salué à l’époque, notamment par Paul Valéry dans sa préface, pour sa sensibilité et sa qualité littéraire.

#### Engagement en Polynésie française
Charles van den Broek d’Obrenan joue un rôle déterminant dans le développement des études océaniennes au sein du Musée de l’Homme. À la suite de la réorganisation du musée en départements, il prend la tête du nouveau Département Océanie entre 1936 et 1939, d’abord à titre bénévole, puis en tant que chargé de département. Il participe ainsi à la structuration scientifique et institutionnelle de cette discipline naissante.
Séduit par l’Océanie, Charles van den Broek revient en 1939 pour un voyage d’étude aux Marquises et à Tahiti, où la Seconde Guerre mondiale le surprend. Il s’installe alors à Mahina, sur les hauteurs de Tahiti, où il initie des projets de reboisement (eucalyptus, aito), donnant son nom aux plateaux Van den Broek. Il s’investit activement dans la vie intellectuelle et sociale locale. Pendant son absence, la direction du département est confiée à Maurice Leenhardt (1940–1945), spécialiste de la Nouvelle-Calédonie.
Il donne plusieurs conférences à la Société des études océaniennes de Papeete, introduisant aux techniques de l’ethnographie, participe au reclassement des collections du musée de Papeete et en fait don de vitrines muséographiques. De 1951 à 1955, il préside le Syndicat d’initiative de Tahiti, où il contribue à la première classification des sites et monuments de Polynésie française et lance des publications touristiques.
Grand amateur de chevaux, il fonde la Société hippique de Tahiti, importe des pur-sang et promeut la création de l’hippodrome de Pirae, dont il est l’un des principaux instigateurs.

#### Décès
Charles van den Broek d’Obrenan meurt à Tahiti, en 1956, où il s'était durablement installé, après avoir quitté femme et enfants en France.

## Hommage
En 2025, le Muséum national d’Histoire naturelle a inauguré un nouveau navire de recherche bas carbone, baptisé la Korrigane en hommage à cette expédition emblématique conduite sous l’égide du Musée de l’Homme,.

## Écrit
- Charles van den Broek d'Obrenan, Le Voyage de « La Korrigane », préface de Paul Valéry, Payot, Paris, 1939

## Sources
- https://www.tessier-sarrou.com/lot/138584/21645420?
- https://bibliotheques-numeriques.defense.gouv.fr/centre-culturel-militaire-de-lyon/impression/document/7e76ecd6-1857-48ce-937d-f1b7d40ca73b
- https://rennesencheres.com/lot/147068/23622985-loceanie-un-ensemble-de-neuf-publications-autour-de-la?search=&
- https://www.jstor.org/stable/44858766
- https://smp-bibli.gouv.nc/index.php?lvl=notice_display&id=2986